# U-God
Lamont Jody Hawkins, mer känd som U-God, född 10 november 1970 i Brooklyn, New York, är en amerikansk musiker och skådespelare.
U-God är känd för sitt medlemskap och medverkan i hiphopkollektivet Wu-Tang Clan. Han har även medverkat i filmen Scary Movie 3 från 2003, där han spelade sig själv. Hans son Dontae sköts 1994 vid 2 års ålder men överlevde.

## Diskografi

### Album
| Namn                                        | Släppdatum        |
| ------------------------------------------- | ----------------- |
| Golden Arms Redemption                      | 5 oktober 1999    |
| U-GODZILLA presents the Hillside Scramblers | 16 mars 2004      |
| Mr. Xcitement                               | 13 september 2005 |

### Singlar och EP
- 1999 "Dat's Gangsta"
- 1999 "Bizarre"
- 1999 "Rumble"
- 2002 "Supa Nigga EP"
- 2005 "Bump"
- 2005 "You Don't Want To Dance"
- 2007 "Freeze"
- 2007 "Takem Home" feat. Necro

## Filmografi
- 2003 – Scary Movie 3